# 竹墉左氏祖庙
竹墉左氏祖庙位于湖南衡南县三塘镇，是衡阳市文物保护单位。

## 概况
竹墉左氏祖庙始建于清道光二年(1822年)。
据文物工作人员回忆，竹墉左氏祖庙的大梁和驼峰上木刻很精美。
2015年12月，竹墉左氏祖庙被公布为衡阳市文物保护单位。